# Rüdiger Bahr
Rüdiger Bahr (* 19. Januar 1939 in Frankfurt (Oder); † 25. August 2023) war ein deutscher Schauspieler und Synchronsprecher.

## Leben
Bahr studierte Regie und Darstellende Kunst an der Staatlichen Hochschule für Musik und Darstellende Kunst in Stuttgart. Als Theaterschauspieler begann er seine Karriere an Theatern in Regensburg, Hannover und bei den Kammerspielen in München. Zwischen 1985 und 1997 war er unter anderem im Renaissance-Theater in Berlin, als Götz von Berlichingen bei den Burgfestspielen Jagsthausen, bei den Luisenburg-Festspielen in Wunsiedel und im Ernst Deutsch Theater in Hamburg zu sehen.
Seine Stimme ist vor allem durch die Synchronisation von Ed O’Neill als Al Bundy in der elf Staffeln umfassenden Sitcom Eine schrecklich nette Familie bekannt. O’Neill synchronisierte er außerdem u. a. in Polizeibericht Los Angeles und ab 2012 in Modern Family. Weitere Serienhauptrollen übernahm er für Ted Danson als Sam Malone in der Sitcom Cheers und als Dr. John Becker in Becker. Darüber hinaus synchronisierte er William Shatner in Meine drei Schwestern und ich.

## Filmografie
- 1960: Der Hauptmann von Köpenick
- 1961: Der Besuch im Karzer (TV)
- 1961: Schweyk im zweiten Weltkrieg (TV)
- 1965: Wovon die Menschen leben (TV)
- 1968: Die süße Zeit mit Kalimagdora
- 1969: Der Kommissar (TV-Serie, Die Waggonspringer)
- 1969: Die Dame vom Maxim (TV)
- 1970: Abseits (TV)
- 1970: Die Perle – Aus dem Tagebuch einer Hausgehilfin (TV-Serie, Der Magier)
- 1970: Sonntags am Meer (TV)
- 1971: Der scharfe Heinrich
- 1971: Freitags dienstbereit – Passage-Apotheke (TV)
- 1971: Nachricht aus Colebrook (TV)
- 1972: Libussa (TV)
- 1972: Boney (TV-Serie, Boney And The Black Virgin)
- 1972: Pater Brown: (TV-Serie, Der Fluch auf dem Hause Pendragon)
- 1972: Der Andersonville-Prozess (TV)
- 1972: Privatdetektiv Frank Kross (TV-Serie, Kopf der Cleopatra)
- 1972: Zeitaufnahme (TV)
- 1973: Drei Partner (TV-Serie, 13 Folgen)
- 1973: Libero
- 1973: Mordkommission (TV-Serie, Staffel 2, 13 Folgen)
- 1973: Okay S.I.R. (TV-Serie, In diskreter Mission)
- 1974: Ein Mädchen fällt vom Himmel (TV-Serie)
- 1974: Telerop 2009 – Es ist noch was zu retten (TV-Serie, Megalopolis)
- 1974: Zwei Jahre Ferien (Abenteuervierteiler, Sprecher)
- 1975: Lockruf des Goldes (Abenteuervierteiler)
- 1975: Erdbeben in Chili (TV)
- 1977: Der Privatsekretär (TV)
- 1978: Die Ballade vom Zuchthaus zu Reading (TV-Kurzfilm, Erzähler)
- 1979: Jauche und Levkojen (TV-Serie)
- 1980: Nirgendwo ist Poenichen (TV-Serie)
- 1982: Der schwarze Bumerang (TV-Mehrteiler, als Drehbuchautor)
- 1983: Büro, Büro (TV-Serie, zwei Folgen)
- 1986: Căutătorii de aur
- 1986: Lauter Glückspilze (Serie)
- 1986: Tatort: Tod auf Eis (TV-Reihe)
- 1987: Tatort: Blindflug
- 1989: Gummibärchen küßt man nicht
- 1989: Nice Work (TV-Miniserie)
- 1993: Ein Schloß am Wörthersee (TV-Serie, vier Folgen)
- 1993: Happy Holiday (TV-Serie, eine Folge)
- 1997: Der Weihnachtsmörder (TV)
- 1997: Haus der Vergeltung (TV)

## Hörspiele
- 1970: Helmut Heißenbüttel: Zwei oder drei Porträts – Regie: Heinz Hostnig (Hörspiel – BR/NDR/SR)
- 1976: Rolf und Alexandra Becker: Dickie Dick Dickens & Co. – Verbrich mir nichts – Fünfte Staffel (Alle sechs Folgen, 1. Sprecher) – Regie: Peter M. Preissler (Original-Hörspiele – BR)